# Слостин, Иван Ильич
Слостин Иван Ильич — советский конструктор-оружейник. В 30-50 годах (?) XX века, работал на инструментальном заводе № 2 имени К. О. Киркижа. Ныне завод имени Дегтярёва.
Известен по разработке опытного скорострельного многоствольного пулемёта системы И. И. Слостина оригинальной конструкции под патроны 7,62×54 и 14,5×114.